# Абдулах Сидран
Абдулах Сидран (Бињежево код Хаџића, 2. октобар 1944 – Сарајево, 23. март 2024) био је југословенски и босанскохерцеговачки књижевник и филмски сценариста.

## Биографија
Основну школу, гимназију и Филозофски факултет завршио је у Сарајеву. Из гимназијских дана је познавао Алију Изетбеговића, који је радио као правник у фирми са Сидрановом мајком. Уређивао је омладинске листове и часописе, предавачке трибине итд. Био је члан Савеза комуниста Југославије до 1969. године, када је искључен због хумореске једног аутора коју је објавио у студентским новинама Наши дани. Након тога се запослио у Заводу за издавање уџбеника, а помоћ у добијању новог посла пружио му је Мухамед Филиповић.
До априла 1992. године, кад је почео рат у БиХ, био је запослен на ТВ Сарајево као „водећи драматург”. У књижевности се јавио средином седамдесетих година, пјесмама и прозом, у генерацији младих књижевника коју често називају „шездесет-осмашком”. За своје пјесничке књиге награђиван је најзначајнијим књижевним и друштвеним признањима (Шестоаприлска награда града Сарајева, Годишња награда Удружења књижевника БиХ, Годишња награда Издавачког предузећа „Свјетлост”, Змајева награда итд.). У рату објављена књига његове поезије „Сарајевски табут”, награђена је изузетним признањем — „Наградом слободе” ПЕН-центра Француске.
Избори из његове поезије, у преводу на њемачки, француски, италијански, објављени су у Аустрији, Француској, Италији (Insel bin ich, im Herzen der Welt, Cercueil de Sarajevo, La bara di Sarajevo). За италијанско, двојезичко издање добио је награду „Premio letterario 1996 della Fondazione Laboratorio Mediterraneo”. Један је од најзначајнијих филмских аутора (сценариста) у југословенској кинематографији („Сјећаш ли се Доли Бел”, „Отац на службеном путу” редитеља Емира Кустурице, „Кудуз” Адемира Кеновића итд. Као филмски аутор, добитник је бројних награда и признања. Био је члан Академије наука и умјетности БиХ и мајсторски кандидат у шаху.
Живио је и радио у Сарајеву и Горажду.

## Одабрана дела
- „Шахбаза” (Сарајево, 1970)
- „Кост и месо” (1976)
- „Сарајевска збирка”, (Сарајево, 1979)
- „Болест од душе” (Никшић, 1988)
- „Сарајевски табут” (Сарајево, 1993)
- „Бивши другари”
- „Босна”
- „Да је у свему тињао барем...”
- „Дјевојчица из Улице Пркоса”
- „Хоће ли ишта о мени знати”
- „Мора”
- „Планета Сарајево”
- „Сарајевска молитва”
- „Сарајевске приче”
- „Зашто тоне Венеција”
- „Откуп сирове коже”, прозна аутобиографија